# Creu de terme (Vilobí del Penedès)
La Creu de terme és una creu de terme de Vilobí del Penedès (Alt Penedès) situada a peu del camí de Vallformosa, al límit amb el terme de Pacs del Penedès.

## Descripció
És una creu de terme formada per la unió de dos elements dissociats (un fust i una base), corresponents a dues antigues creus de terme que han estat unificades modernament formant una sola creu, que ha estat col·locada en un dels extrems del terme, concretament al final del camí que va fins a Pacs, indicant per tant la partió amb aquest terme. Es tracta d'un fust circular de 28 cm d'ample x 110 cm d'alçada fet amb pedra granítica de color groguenc sense cap decoració. Compta amb diversos cops al fust que l'escapçalen, i la part superior ha estat completada amb ciment, a fi de crear una superfície plana. Sobre el fust s'ha col·locat una moderna creu de ferro de quatre braços molt senzilla. Aquest fust ha estat adossat i unificat mitjançant ciment amb un peu circular que reposa sobre una base quadrangular de 40 cm d'ample per 90 cm d'alçada. Es tracta també d'una base monolítica, elaborada en pedra granítica grisosa i sense cap decoració afegida.

## Història
No es pot precisar amb exactitud l'origen d'aquesta creu, i més tenint en compte que és formada per dos elements de diferent procedència. Per la manufactura cal pensar que el fust és més antic que la base. Podent ser el primer inclús d'origen baix medieval, mentre que la base seria més moderna, possiblement del segle XVIII o XIX. Tots dos elements que formen la creu han estat col·locats sobre un petit promontori a mà dreta de la carretera que va de Vilobí a Pacs. Just al final del terme de Vilobí. Malgrat tot, es desconeix la seva localització original, ni quan van ser fusionades.